# 蜘蛛網中的女孩 (電影)
《蜘蛛網中的女孩》（英語：The Girl in the Spider's Web）是一部2018年美國、瑞典合製的犯罪驚悚片，由費德·阿瓦雷茲執導，史蒂芬·奈特編劇。電影改編自大衛·拉傑克蘭茨2015年同名小說，以及是大衛·芬查的2011年電影《龍紋身的女孩》的續集，但更換了不同的演員，由克萊兒·芙伊和斯維爾·古德納森主演。電影定於2018年11月9日在美國上映。

## 演員
- 克萊兒·芙伊 飾 莉絲·莎蘭德[6]
  - 碧兒·加斯登（Beau Gadsdon） 飾 莉絲·莎蘭德（幼年）
- 斯維爾·古德納森（英语：Sverrir Gudnason） 飾 麥可·布隆維斯特[7]
- 希薇亞·荷克絲 飾 卡蜜拉·莎蘭德[8]
  - 卡洛塔·馮·法金漢（Carlotta von Falkenhayn） 飾 卡蜜拉·莎蘭德（幼年）
- 克萊斯·邦 飾  楊·侯斯特（Jan Holtser）[9]
- 卡麥隆·布里頓（英语：Cameron Britton） 飾布拉格（Plague）[10]
- 凱斯·史坦費爾德 飾 阿爾納·卡薩萊斯（Alona Casales）[11][12]
- 史蒂芬·默錢特 飾 法蘭斯·鮑德（Frans Balder）
- 克里斯多福·康維里（Christopher Convery）飾 奧格斯特·鮑德（August Balder）
- 希諾薇·麥考迪·倫德（英语：Synnøve Macody Lund） 飾 蓋比瑞拉·格雷恩（Gabriella Grane）
- 薇琪·克利普斯 飾 艾莉卡·伯傑（Erika Berger）
- 安德烈雅·佩伊奇 飾 瑪麗亞（Maria）
- 沃爾克·布魯赫 飾  彼得·阿格倫（Peter Ahlgren）

## 製作

### 拍攝
主體拍攝於2018年1月在德國柏林和瑞典斯德哥爾摩進行。

## 發行
《蜘蛛網中的女孩》定於2018年11月9日上映，由哥倫比亞影業發行。

### 評價
爛番茄根據171條評論，持有39%的新鮮度，平均得分5／10。在Metacritic上，電影獲得了44分。據CinemaScore調查，觀眾的評價在A+至F落於「B」。